# Chihia
Chihia (arabe : الشيحية) est une ville tunisienne située dans la banlieue nord de Sfax.
Rattachée administrativement à la délégation de Sakiet Ezzit, elle constitue une municipalité comptant 26 300 habitants en 2014 et étendue sur un territoire communal de 730 hectares.
Cette cité est une ville-dortoir de l'agglomération de Sfax qui a connu un développement particulièrement important de sa population (14 000 habitants en 1984 soit un rythme d'accroissement de 4 % par an) du fait de son environnement calme. Elle est en effet construite le long d'un axe routier secondaire, la route de Teniour, qui connaît un trafic modéré.
Elle est par ailleurs un important centre de commerce régional avec un marché hebdomadaire organisé sous halle.
En 2001, une salle de handball y est aménagée pour permettre l'entraînement d'équipes nationales étrangères lors de l'organisation du championnat du monde masculin de handball 2005 par la Tunisie.